# God's Son
God's Son is het zesde studioalbum van de Amerikaanse rapper Nas. Door de dood van zijn moeder is dit een zeer emotioneel album, waarop hij, naast de dood van zijn moeder, thema's behandelt als religie, geweld en zijn overige emoties. Het album kwam binnen op nummer 18 in de Billboard 200 en piekte op een twaalfde plek. Op 14 januari 2003 behaalde het album Platina.

## Tracklist
| 1.                 | Get Down                                             | Nas, Salaam Remi               | 4:04 |
| 2.                 | The Cross                                            | Eminem                         | 3:47 |
| 3.                 | Made You Look                                        | Salaam Remi                    | 3:23 |
| 4.                 | Last Real Nigga Alive                                | Ron Browz                      | 5:04 |
| 5.                 | Zone Out (featuring Bravehearts)                     | Salaam Remi                    | 3:48 |
| 6.                 | Hey Nas (featuring Claudette Ortiz and Kelis)        | Salaam Remi                    | 4:05 |
| 7.                 | I Can                                                | Salaam Remi                    | 4:13 |
| 8.                 | Book of Rhymes                                       | The Alchemist                  | 3:54 |
| 9.                 | Thugz Mansion (N.Y.) (featuring 2Pac and J. Phoenix) | Claudio Cueni, Michael Herring | 4:07 |
| 10.                | Mastermind                                           | The Alchemist                  | 4:07 |
| 11.                | Warrior Song (featuring Alicia Keys)                 | Alicia Keys                    | 4:42 |
| 12.                | Revolutionary Warfare (featuring Lakey The Kid)      | The Alchemist                  | 3:29 |
| 13.                | Dance                                                | Chucky Thompson for The Hitmen | 3:34 |
| 14.                | Heaven (featuring Jully Black)                       | Agile, Saukrates (co)          | 4:41 |
| Totale duur: 56:58 |                                                      |                                |      |

| Nr. | Titel                  | Producer(s)                    | Duur |
| --- | ---------------------- | ------------------------------ | ---- |
| 1.  | Thugz Mirror Freestyle | The Alchemist                  | 1:50 |
| 2.  | Pussy Killz            | Chucky Thompson for The Hitmen | 4:38 |
| 3.  | The G.O.D.             | Swizz Beatz                    | 2:39 |